# بارینگ، میزوری
بارینگ (به انگلیسی: Baring) یک شهر در ایالات متحده آمریکا است که در شهرستان ناکس، میزوری واقع شده‌است. بارینگ ۰٫۳۴ کیلومتر مربع مساحت و ۱۳۲ نفر جمعیت دارد و ۲۵۰ متر بالاتر از سطح دریا قرار دارد.